# 6 Dywizjon Artylerii Przeciwlotniczej (LWP)
6 Dywizjon Artylerii Przeciwlotniczej (6 daplot) – pododdział artylerii przeciwlotniczej wojsk powietrznodesantowych ludowego Wojska Polskiego.
Dywizjon sformowany został w 1967 r., w garnizonie Kraków, w składzie 6 Pomorskiej Dywizji Powietrznodesantowej. Jednostka zorganizowana został na bazie 6 baterii PKM-2 (6 baterii przeciwlotniczej). W jej skład wchodziły trzy baterie przeciwlotnicze. Pod koniec lat 60. XX wieku 14,5 mm PKM-2 i PKMZ-2 zastąpione zostały przez 23 mm armaty przeciwlotnicze ZU-23-2. Jako ciągniki artyleryjskie wykorzystywane były samochody osobowo-terenowe UAZ 469. W końcu 1976 r. 6 daplot został rozwiązany, a jego sprzęt przeciwlotniczy wzmocnił bataliony powietrznodesantowe. W miejsce rozwiązanej jednostki została zorganizowana dywizyjna 120 bateria artylerii przeciwlotniczej.

## Dowódcy dywizjonu
- ppłk dypl. Franciszek Lembicz
- ppłk Bolesław Kozik
- ppłk dypl. Marian Wezgraj
- ppłk Stanisław Mazurkiewicz